# Pterostenella
Pterostenella is een geslacht van neteldieren uit de klasse van de Anthozoa (bloemdieren).

## Soorten
- Pterostenella anatole Bayer & Stefani, 1989
- Pterostenella plumatilis (Milne Edwards, 1857)